# Vitória
Vitória  este un oraș și o municipalitate din statul Espírito Santo (ES), Brazilia.